# Sagaris (Waffe)

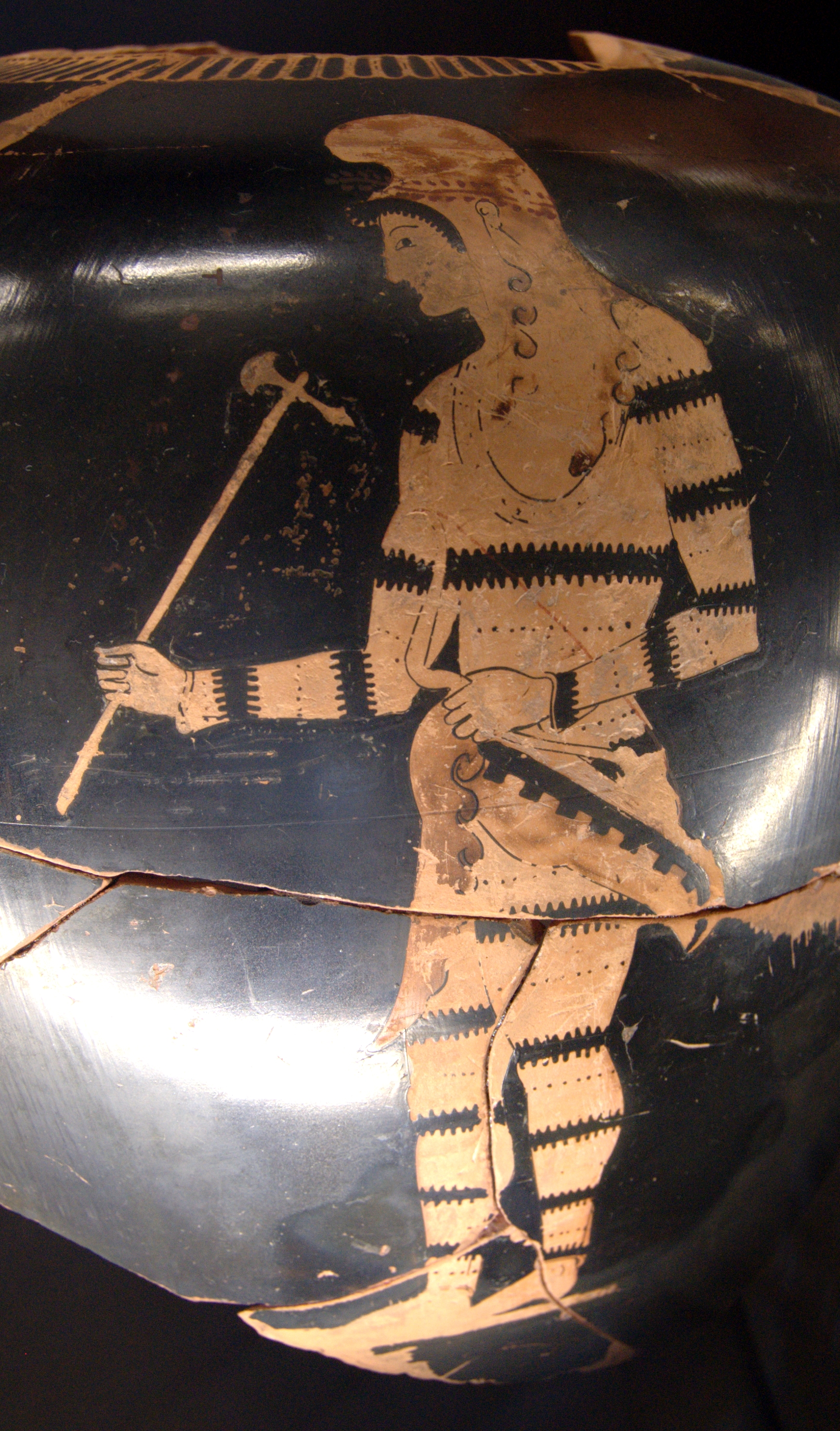
Skythischer Reiter mit Sagaris, Rotfigurige Vasenmalerei auf einer attischen Amphore des Künstlers Euphronios, datiert 510–500 v. Chr., ausgestellt im Pariser Louvre

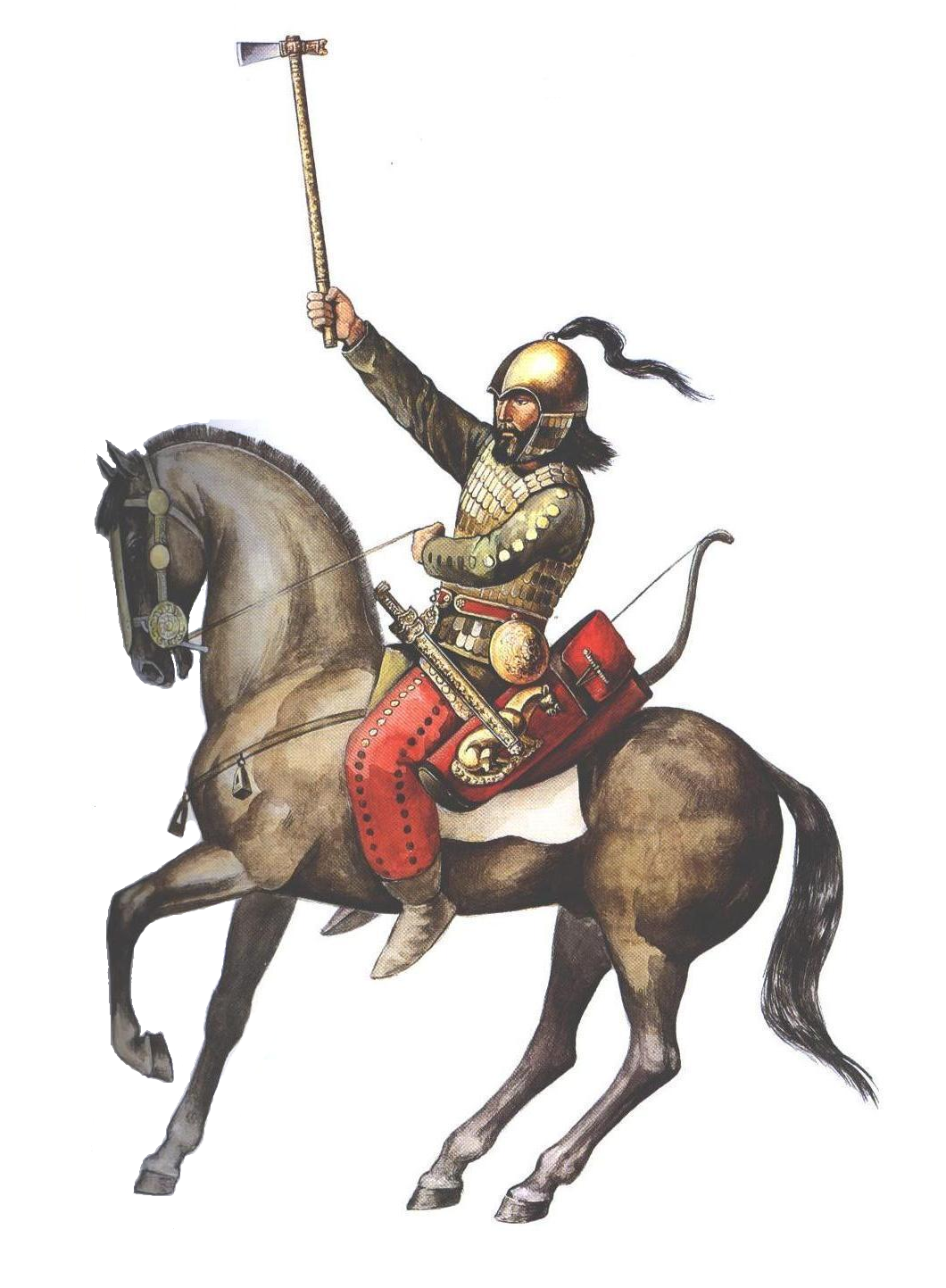
Zeichnung: Skythischer Reiter mit einer Sagaris

Die Sagaris ist eine Streitaxt, die in der Antike von Persern, Amazonen und Skythen verwendet wurde.

## Beschreibung und Verwendung
Die Sagaris war eine Axt, die einen relativ kleinen Kopf hatte und einhändig geführt wurde. Sie wurde von Reitern verwendet, wofür sie sich aufgrund ihrer Handlichkeit und ihres geringen Gewichts gut eignete. Es sind Axtklingen aus Bronze und aus Eisen bekannt. Eine Seite der Axt war scharf geschliffen und die andere Seite zu einem Dorn geformt. Die Schneide war bei den Skythen noch gerade, im Reich der Perser wurde sie mit halbmondförmiger Schneide gefertigt. Sie ähnelte der schwereren persischen Doppelaxt. Auf einigen Gemälden sind Darstellungen von Fußsoldaten die ebenfalls mit der Sagaris ausgerüstet waren.

## Geschichte
Entstehungsgebiet der Sagaris war der skythische Raum. Dortige Reiter verwendeten sie als Alternativ- oder Zweitwaffe. In größeren Gebrauch kam die Sagaris, als die Perser die Axt übernahmen. In den persischen Armeen wurden Reiter sowie Fußsoldaten mit ihr ausgestattet. Mit Sagarisäxten bewaffnete Krieger waren auch gegen die Speerträger der Griechen erfolgreich, da diese Axt handlicher und manövrierbarer war, als die oft meterlangen griechischen Lanzen. Gegen die Feldzüge Alexanders des Großen waren die Äxte für schnelle Reiterangriffe sehr effektiv und kosteten ihn selbst fast das Leben, wie Plutarch schreibt. Im 2. Jahrhundert v. Chr. verschwand die Sagaris von den Schlachtfeldern. Es wird angenommen, dass sie gegen die verbesserten Rüstungen nichts mehr ausrichten konnte. Bei Ausgrabungen von skythischen Gräbern wurden verzierte Exemplare geborgen, deren Spitzenden mit Tiermotiven geschmückt waren. Bekannt sind Funde aus Arzan Kurgan in der Republik Tuwa.